# Piper caucaense
Piper caucaense är en pepparväxtart som beskrevs av Truman George Yuncker. Piper caucaense ingår i släktet Piper och familjen pepparväxter. Inga underarter finns listade i Catalogue of Life.